# Bí ẩn của số 23
Bí ẩn của số 23 là một dạng niềm tin cho rằng hầu hết các sự cố và sự kiện đều kết nối trực tiếp, hay có liên hệ đến số 23 hoặc với những biến đổi của số 23.